# Aeluropus littoralis
Aeluropus littoralis är en gräsart som först beskrevs av Antoine Gouan, och fick sitt nu gällande namn av Filippo Parlatore. Enligt Catalogue of Life ingår Aeluropus littoralis i släktet Aeluropus och familjen gräs, men enligt Dyntaxa är tillhörigheten istället släktet Aeluropus och familjen gräs. Arten förekommer tillfälligt i Sverige, men reproducerar sig inte. Inga underarter finns listade i Catalogue of Life.